# Lassi
Lassi (Hindi, लस्सी, lassī) je naziv za pretežno indijski, jogurtni, mliječni napitak.
Pravi ga se od jogurta kojeg se miješa s mlijekom ili vodom uz dodatak indijskih začina. 
Tradicionalni lassi se katkad izrađuje se pečenim kuminom. Vrlo je omiljen i slatki lassi kojeg se radi tako da se umiješa šećer ili voće umjesto začina.

## Povijest
Prvi puta je mliječni napitak lassi spomenut u Indiji u vedskim tekstovima.